# 10 000 mètres aux championnats du monde d'athlétisme
Pour un article plus général, voir Championnats du monde d'athlétisme.
Le 10 000 mètres masculin fait partie des épreuves inscrites au programme des premiers championnats du monde d'athlétisme, en 1983, à Helsinki. L'épreuve féminine fait son apparition dès l'édition suivante, en 1987 à Rome.
Avec quatre médailles d'or remportées, les Éthiopiens Haile Gebrselassie et Kenenisa Bekele sont les athlètes les plus titrés dans cette épreuve. Leur compatriote Tirunesh Dibaba, avec trois titres, détient quant à elle le record de victoires féminines.
Les records des championnats du monde appartiennent, chez les hommes à Kenenisa Bekele, auteur de 26 min 46 s 31 lors des championnats du monde de 2009 à Berlin, et à sa compatriote Berhane Adere chez les femmes, qui établit le temps de 30 min 4 s 18 lors des mondiaux 2003.

## Éditions
| Années | 83 | 87 | 91 | 93 | 95 | 97 | 99 | 01 | 03 | 05 | 07 | 09 | 11 | 13 | 15 | 17 | 19 | 22 | 23 | Total |
| ------ | -- | -- | -- | -- | -- | -- | -- | -- | -- | -- | -- | -- | -- | -- | -- | -- | -- | -- | -- | ----- |
| Hommes | X  | X  | X  | X  | X  | X  | X  | X  | X  | X  | X  | X  | X  | X  | X  | X  | X  | X  | X  | 19    |
| Femmes |    | X  | X  | X  | X  | X  | X  | X  | X  | X  | X  | X  | X  | X  | X  | X  | X  | X  | X  | 18    |

## Hommes

### Historique

#### 1983-1995

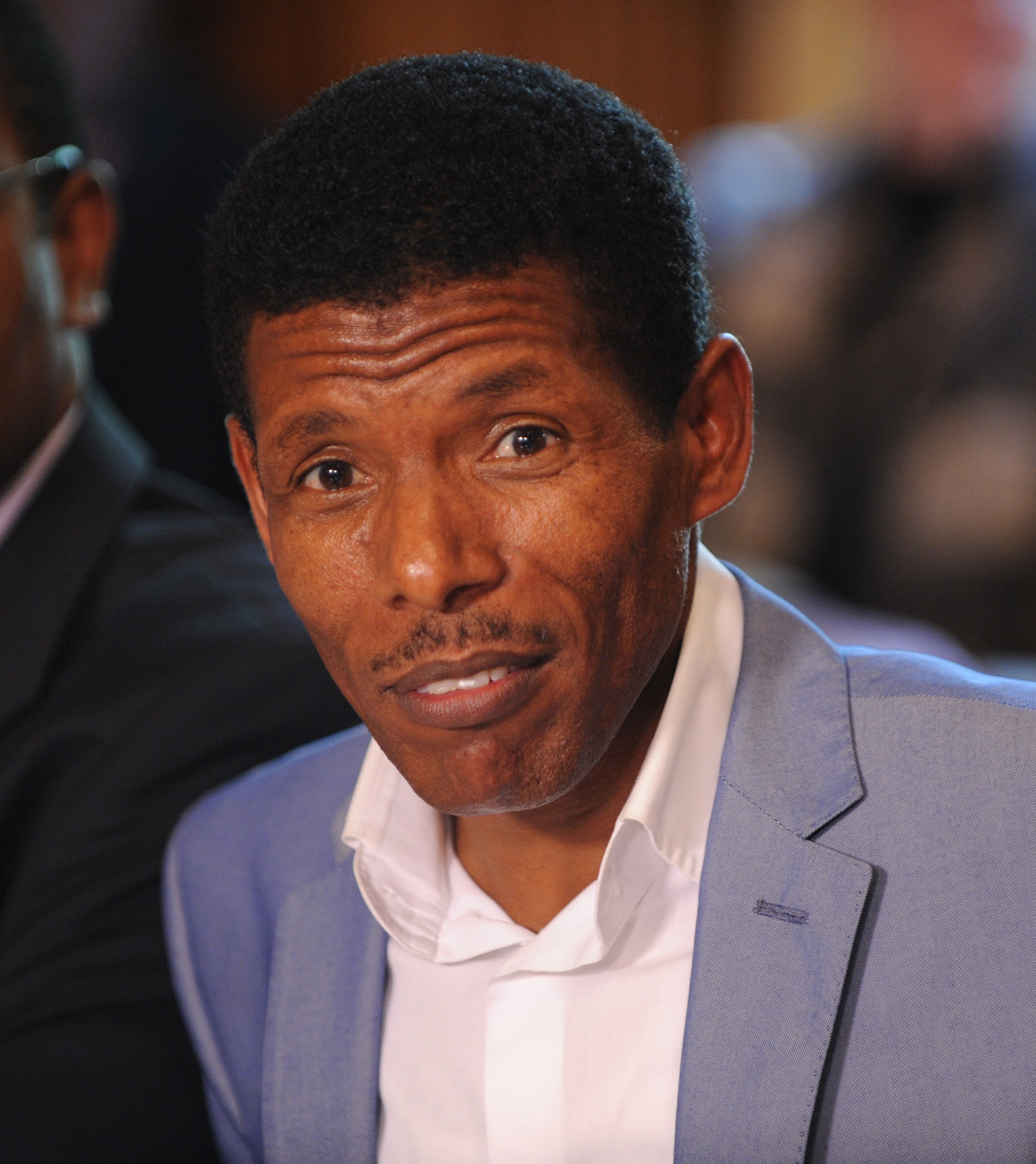
Haile Gebrselassie, quadruple champion du monde du 10000 m (de 1993 à 1999).

Lors des championnats du monde de 1983 à Helsinki, l'Italien Alberto Cova réédite se performance des championnats d'Europe de 1982 en devançant de nouveau au finish l'Est-Allemand Werner Schildhauer. Cova l'emporte en 28 min 1 s 04, devant Schildhauer (28 min 1 s 18) et l'autre Est-allemand Hansjörg Kunze (28 min 1 s 26). Les Portugais Carlos Lopes et Fernando Mamede, qui figuraient parmi les favoris au titre, se classent respectivement 6e et 14e de la finale.
Quatre ans plus tard, aux mondiaux de Rome, le Kényan Paul Kipkoech surclasse ses adversaires en réalisant une deuxième partie de course en 13 min 25 s pour s'imposer finalement en 27 min 38 s 63, nouveau record des championnats du monde. L'Italien Francesco Panetta, médaillé d'argent, termine à près de dix secondes du Kényan, devant Hansjörg Kunze qui obtient sa deuxième médaille de bronze consécutive. Le champion du monde et champion olympique en titre Alberto Cova ne participe pas à ces championnats.
En 1991 à Tokyo, le Kényan Moses Tanui l'emporte dans le temps de 27 min 38 s 74, devançant dans les derniers mètres de la course son compatriote Richard Chelimo (27 min 39 s 41), auteur quelques semaines plus tôt de la meilleure performance mondiale de l'année. Le Marocain Khalid Skah, champion du monde de cross-country cette même année, réduit l'écart sur les deux athlètes échappés mais s'adjuge finalement la médaille de bronze en 27 min 41 s 74.
Lors des championnats du monde de 1993, à Stuttgart, Richard Chelimo figure parmi les favoris au titre, et ce en l'absence de son compatriote Yobes Ondieki qui lui a ravi le record du monde quelques jours auparavant. Mais c'est finalement le jeune éthiopien Haile Gebrselassie, champion du monde junior du 5 000 m et du 10 000 m en 1992, qui s'impose au sprint en 27 min 46 s 2, devant le tenant du titre Moses Tanui (27 min 46 s 54), Richard Chelimo obtenant la médaille de bronze en 28 min 6 s 02. À l’entame du dernier tour, Gebrselassie marche sur le talon de Tanui, obligeant le Kényan à courir avec une seule chaussure durant les 400 derniers mètres.
En 1995 à Göteborg, le Kényan Josephat Machuka se distingue lors des séries en établissant un nouveau record des championnats du monde en 27 min 29 s 07. Trois jours plus tard, en finale, quatre athlètes sont en tête à 600 m de l'arrivée : le tenant du titre Haile Gebrselassie, nouveau détenteur du record du monde, son compatriote Paul Tergat, champion du monde de cross, et les deux Marocains Khalid Skah et Salah Hissou. À 200 m de l'arrivée, Gebrselassie lance une nouvelle attaque et s'impose en 27 min 12 s 95, signant un nouveau record des championnats du monde et décrochant son deuxième titre mondial consécutif. Khalid Skah est deuxième en 27 min 14 s 53 et Paul Tergat troisième en 27 min 14 s 70, devançant au millième de seconde Salah Hissou. Josephat Machuka termine à la 5e place en 27 min 23 s 72.

#### 1997-2005

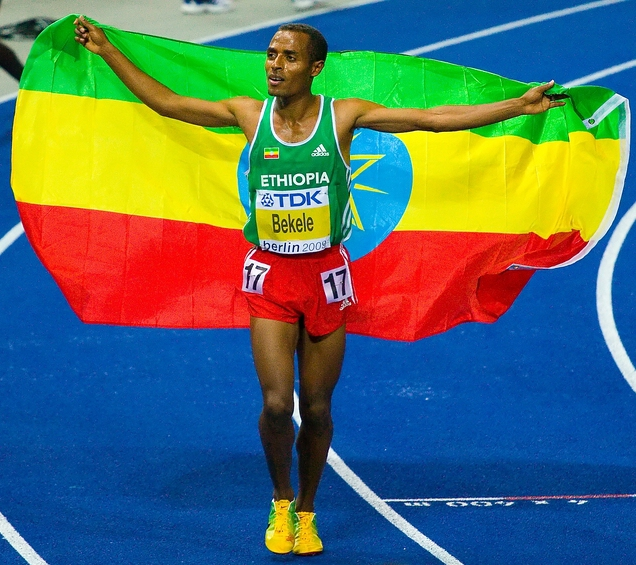
Kenenisa Bekele, quadruple champion du monde du 10000 m (de 2003 à 2009) et détenteur du record des championnats du monde.

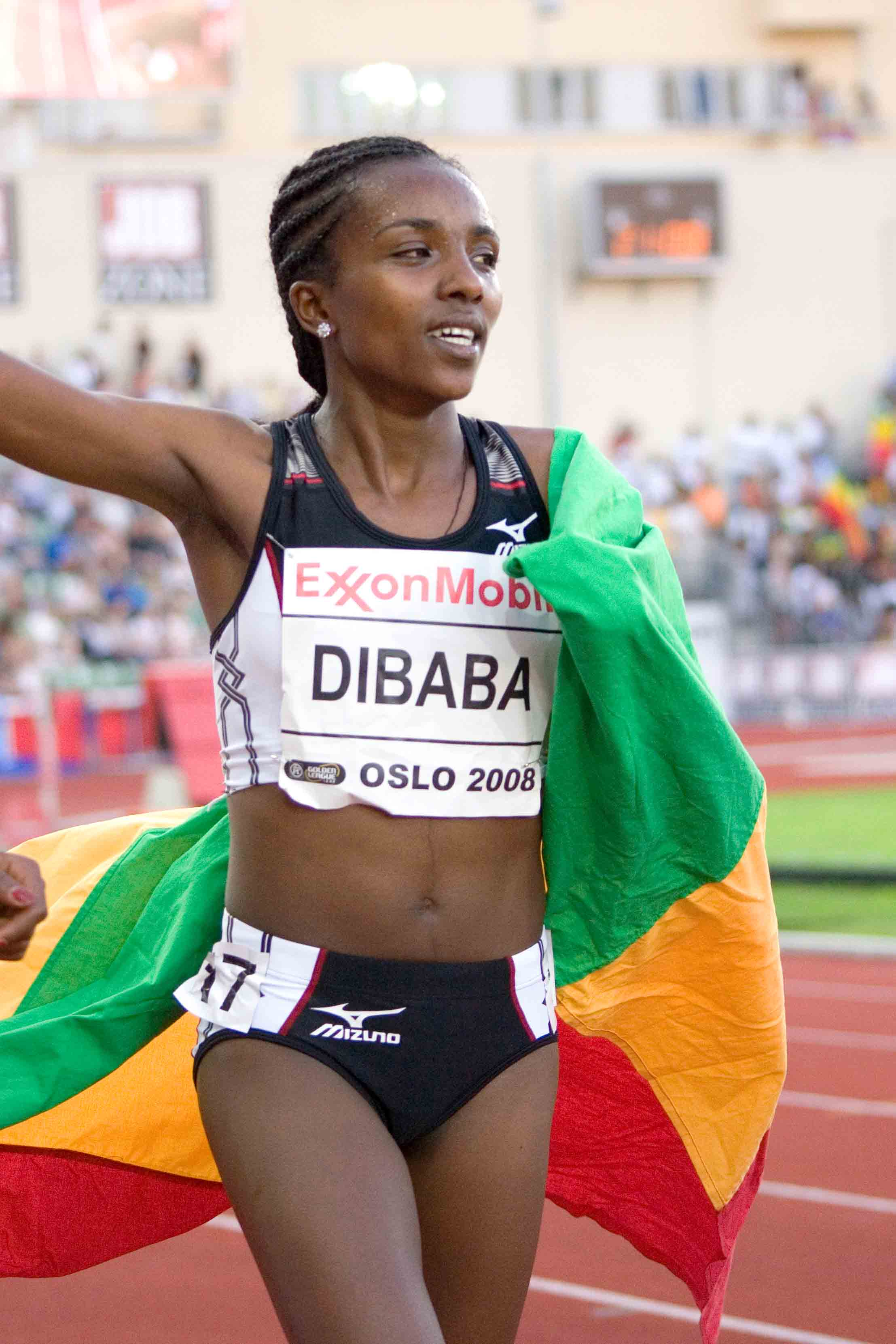
Tirunesh Dibaba, championne du monde en 2005, 2007 et 2013.

Haile Gebrselassie, qui a remporté le titre olympique en 1996 et qui a porté le record du monde à 26 min 31 s 32 quelques jours auparavant à Hengelo, est le grand favori des championnats du monde 1997. À Athènes, l’Éthiopien remporte aisément son troisième titre mondial consécutif en 27 min 24 s 58 après avoir effectué une accélération et s'être détaché de ses concurrents peu avant le dernier tour. Paul Tergat se classe deuxième en 27 min 25 s 62 et Salah Hissou troisième en 27 min 28 s 67, podium identique à celui des Jeux olympiques de 1996.
Lors des championnats du monde 1999 à Séville, Haile Gebrselassie réussit l'exploit de décrocher un quatrième titre mondial consécutif sur 10 000 m. Figurant parmi les 5 athlètes en tête de la course à l’entame du dernier tour, il porte une accélération dans la ligne opposée et parvient à devancer progressivement tous ses adversaires. Il franchit la ligne dans le temps de 27 min 57 s 27, devant Paul Tergat, de nouveau médaillé d'argent en 27 min 58 s 56, et son compatriote éthiopien Assefa Mezgebu, troisième en 27 min 59 s 15.
Haile Gebrselassie, champion olympique à Sydney un an plus tôt, mais qui revient de blessure après avoir notamment subi une opération du Tendon d'Achille fin 2020, ne figure pas parmi les favoris des championnats du monde 2001. La victoire revient au Kényan Charles Kamathi qui devance de justesse en 27 min 53 s 25 Assefa Mezgebu (27 min 53 s 97), Gebrselassie devant se contenter de la médaille de bronze en 27 min 54 s 41. Charles Kamathi décroche le premier titre kényan sur cette distance depuis Moses Tanui, titré en 1991. 
Deux ans plus tard, aux championnats du monde 2003 se déroulant au Stade de France, l'Éthiopien Kenenisa Bekele remporte à 21 ans son premier succès international majeur. A la lutte avec Haile Gebrselassie jusqu'aux dernier mètres de la course, il le devance sur la ligne d'arrivée en établissant un nouveau record des championnats du monde en 26 min 49 s 57, devenant le premier athlète à descendre sous les 27 minutes dans cette compétition. Gebrselassie obtient la médaille d'argent en 26 min 50 s 77 et précède le troisième éthiopien de la finale, Sileshi Sihine, médaillé de bronze en 27 min 1 s 44. Le Qatarien Ahmad Hassan Abdullah, qui termine au pied du podium, établit un nouveau record d'Asie en 27 min 18 s 28 alors que le tenant du titre Charles Kamathi se classe 7e en 27 min 45 s 05. 
Champion olympique du 10 000 m en 2004 à Athènes, et désormais détenteur du record du monde, Kenenisa Bekele confirme son statut de favori en décrochant son deuxième titre mondial consécutif sur cette distance à l'occasion des mondiaux d'Helsinki de 2005. Après avoir porté une accélération dans les 200 derniers mètres — courus en 25 s 9 —, il établit le temps de 27 min 8 s 33 et s'impose devant Sileshi Sihine (27 min 8 s 87) et le Kényan Moses Mosop (27 min 8 s 96). Haile Gebrselassie ne participe pas à l'épreuve, préférant se consacrer désormais aux courses sur route.

#### 2007-2015

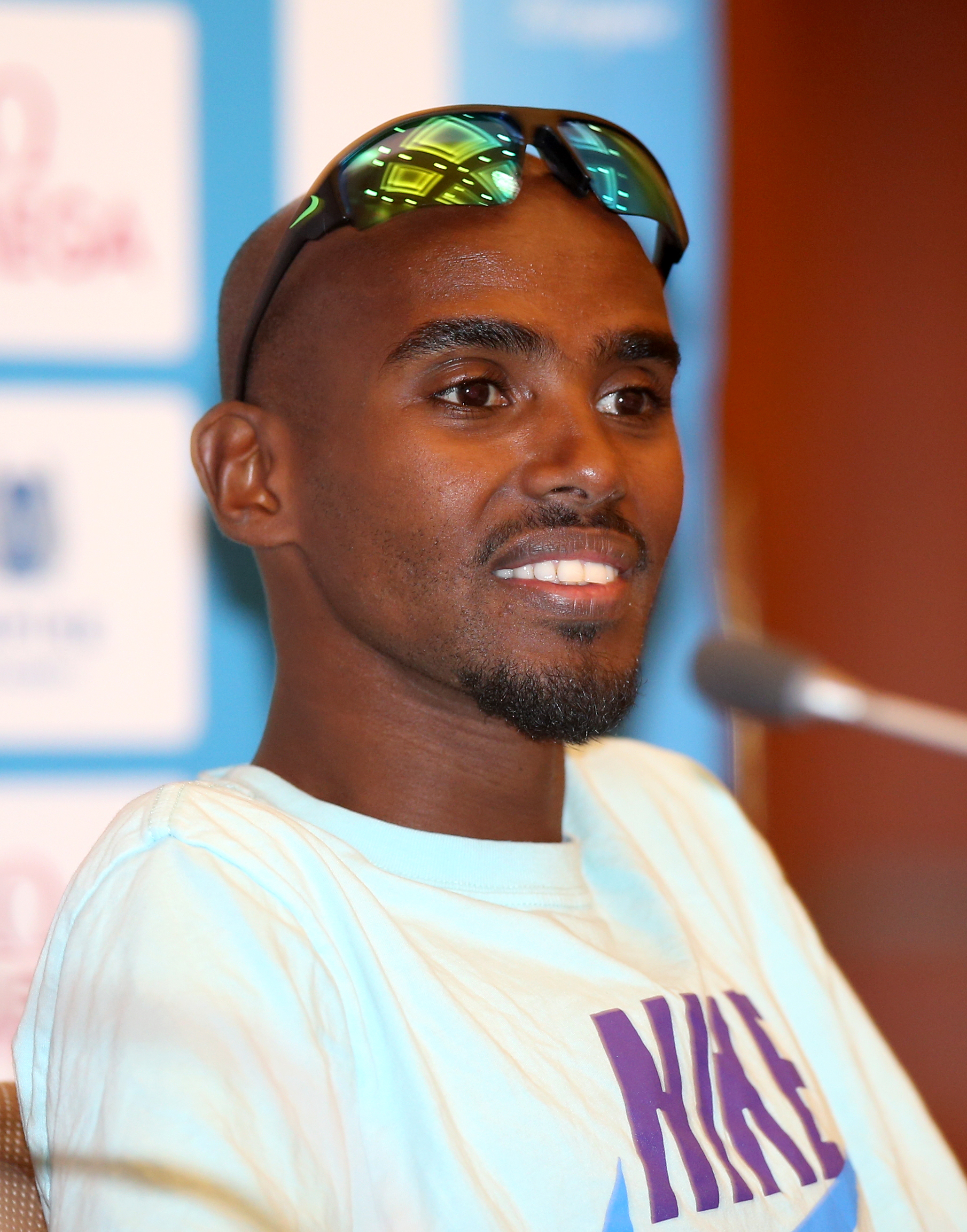
Mohamed Farah, champion du monde du 10000 m en 2013, 2015 et 2017.

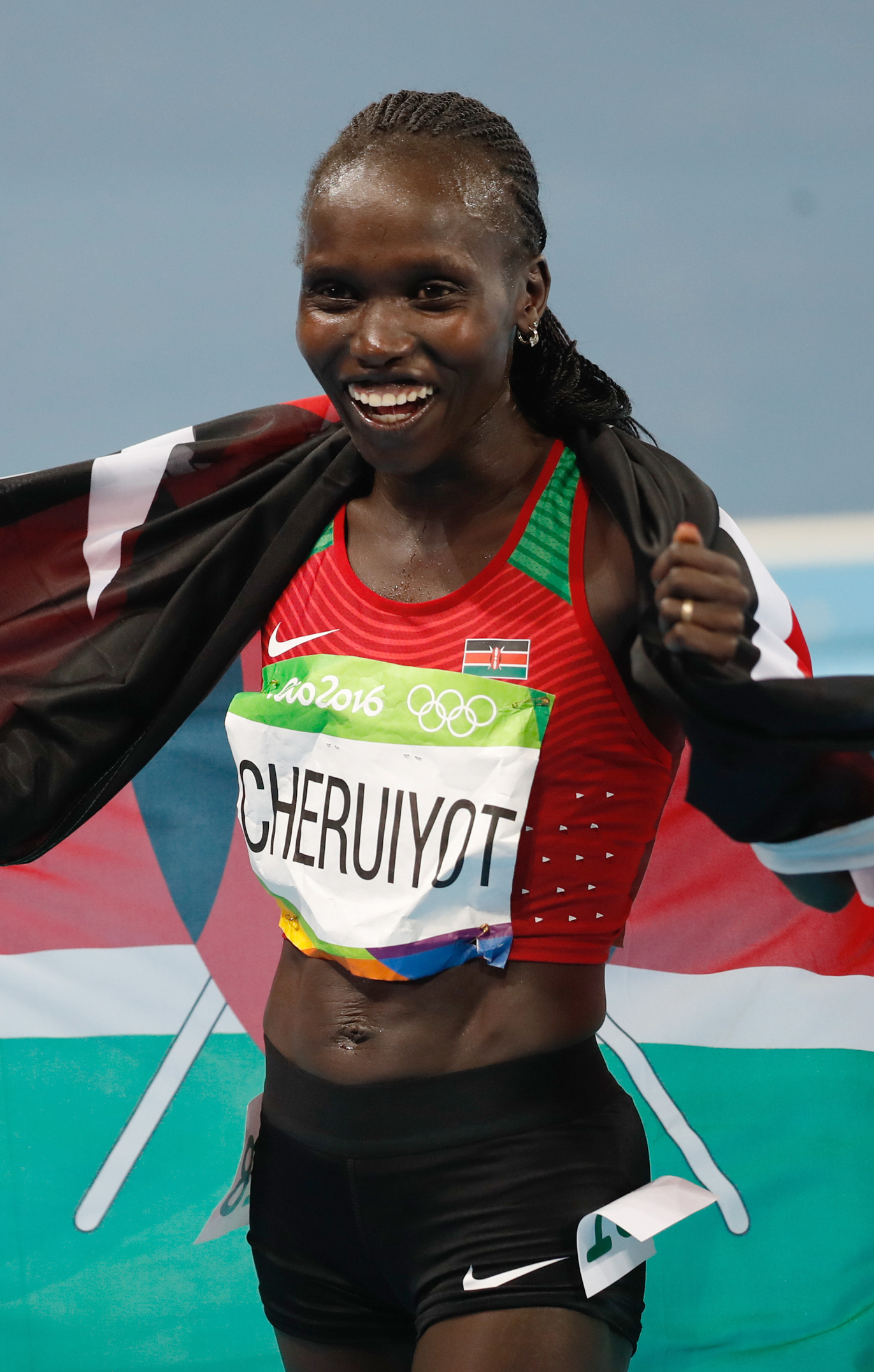
Vivian Cheruiyot, championne du monde en 2011 et 2015.

En 2007, lors des championnats du monde d'Osaka, Kenenisa Bekele s'adjuge son troisième titre mondial d'affilée en 27 min 5 s 90, devançant de près de quatre secondes Sileshi Sihine (27 min 9 s 03) qui obtient sa deuxième médaille d'argent mondiale consécutive, et de près de sept secondes le Kényan Martin Mathathi (27 min 12 s 17).
Deux ans plus tard, à Berlin à l'occasion des championnats du monde 2009, Kenenisa Bekele confirme son statut de favori après avoir notamment remporté le titre olympique du 10 000 m un an plus tôt à Pékin. Comme à Osaka, il s'impose avec une large avance sur ses adversaires. En 26 min 46 s 31, il établit un nouveau record des championnats du monde et devance de près de quatre secondes l'Érythréen Zersenay Tadesse et de près de onze secondes le Kényan Moses Ndiema Masai, qui descendent également sous les 27 minutes en respectivement 26 min 50 s 12 et 26 min 57 s 39. Avec quatre titres mondiaux consécutifs, il rejoint son compatriote Haile Gebrselassie au palmarès des athlètes les plus titrés dans cette épreuve.
Aux Mondiaux 2011 à Daegu, l'Éthiopien Ibrahim Jeilan décroche la médaille d'or en s'imposant au sprint en 27 min 13 s 81 devant le Britannique Mohamed Farah (27 min 14 s 07) et un l'autre éthiopien Imane Merga (27 min 19 s 14). Kenenisa Bekele, quadruple champion du monde en titre, abandonne peu avant le 6e kilomètre.
En 2013, lors des championnats du monde de Moscou, Mohamed Farah — titré un an plus tôt aux Jeux olympiques de Londres — remporte le titre mondial du 10 000 m en établissant son meilleur temps de l'année 27 min 21 s 71. Il devance au sprint Ibrahim Jeilan (27 min 22 s 23) qui l'avait dominé sur cette même distance deux ans plus tôt à Daegu, et le Kényan Paul Tanui, troisième en 27 min 2 s 83.
Lors des championnats du monde 2015, à Pékin, Mohamed Farah remporte son deuxième titre mondial consécutif sur 10 000 m en s'imposant dans le temps de 27 min 1 s 14, devant les Kényans Geoffrey Kipsang Kamworor (27 min 1 s 76) et Paul Tanui (27 min 21 s 71), après avoir été bousculé deux fois dans la course.

#### Depuis 2017

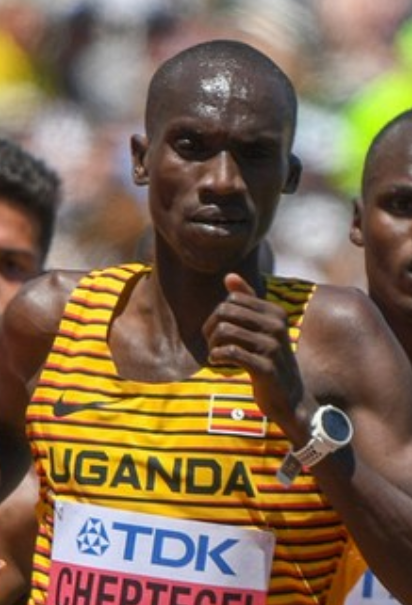
Joshua Cheptegei, champion du monde du 10000 m en 2019, 2022 et 2023.

Mohamed Farah, champion olympique l'année précédente à Rio de Janeiro, remporte un 3e titre mondial consécutif sur 10 000 m lors des championnats du monde 2017 de Londres, devant son public, où il signe au passage la meilleure performance mondiale de la saison, en 26 min 49 s 51. Il devance l'Ougandais Joshua Cheptegei (26 min 49 s 94) et Paul Tanui (26 min 50 s 60) qui décroche sa troisième médaille de bronze consécutive dans cette épreuve. Il s'agit de la dernière participation du Britannique aux mondiaux d'athlétisme sur piste, Mo Farah préférant se consacrer désormais aux épreuves sur route.
En 2019, Joshua Cheptegei devient champion du monde du 10 000 mètres à Doha en 26 min 48 s 36 (meilleure performance mondiale de l'année) en devançant l'Éthiopien Yomif Kejelcha (26 min 49 s 34, record personnel) et le Kényan Rhonex Kipruto (26 min 50 s 32) dans une course très rapide où six athlètes descendent sous la barre des 27 minutes. Le Canadien Mohammed Ahmed, sixième, établit un nouveau record national, tout comme l'Italien Yemaneberhan Crippa, 8e.
Pour sa deuxième course de la saison, Joshua Cheptegei, détenteur du record du monde depuis 2020, remporte le 10 000 mètres masculin des championnats du monde 2022 à Eugene, décrochant ainsi son deuxième titre mondial consécutif sur cette distance en 27 min 27 s 43. Il devance devant le Kényan Stanley Waithaka Mburu (27 min 27 s 90) et l'autre ougandais Jacob Kiplimo (27 min 27 s 97), détenteur du record du monde du semi-marathon, tandis que l’Éthiopien Selemon Barega, champion olympique du 10 000 m un an plus tôt à Tokyo, se classe 5e de la finale.
Lors des championnats du monde 2023 à Budapest, Joshua Cheptegei remporte pour la troisième fois consécutive le titre du 10 000 m, devant Daniel Ebenyo et Selemon Barega. Il rejoint Mohamed Farah au palmarès de l'épreuve, se situant désormais à une marche des Éthiopiens Haile Gebrselassie et Kenenisa Bekele, titrés à quatre reprises.

#### 1987-1995

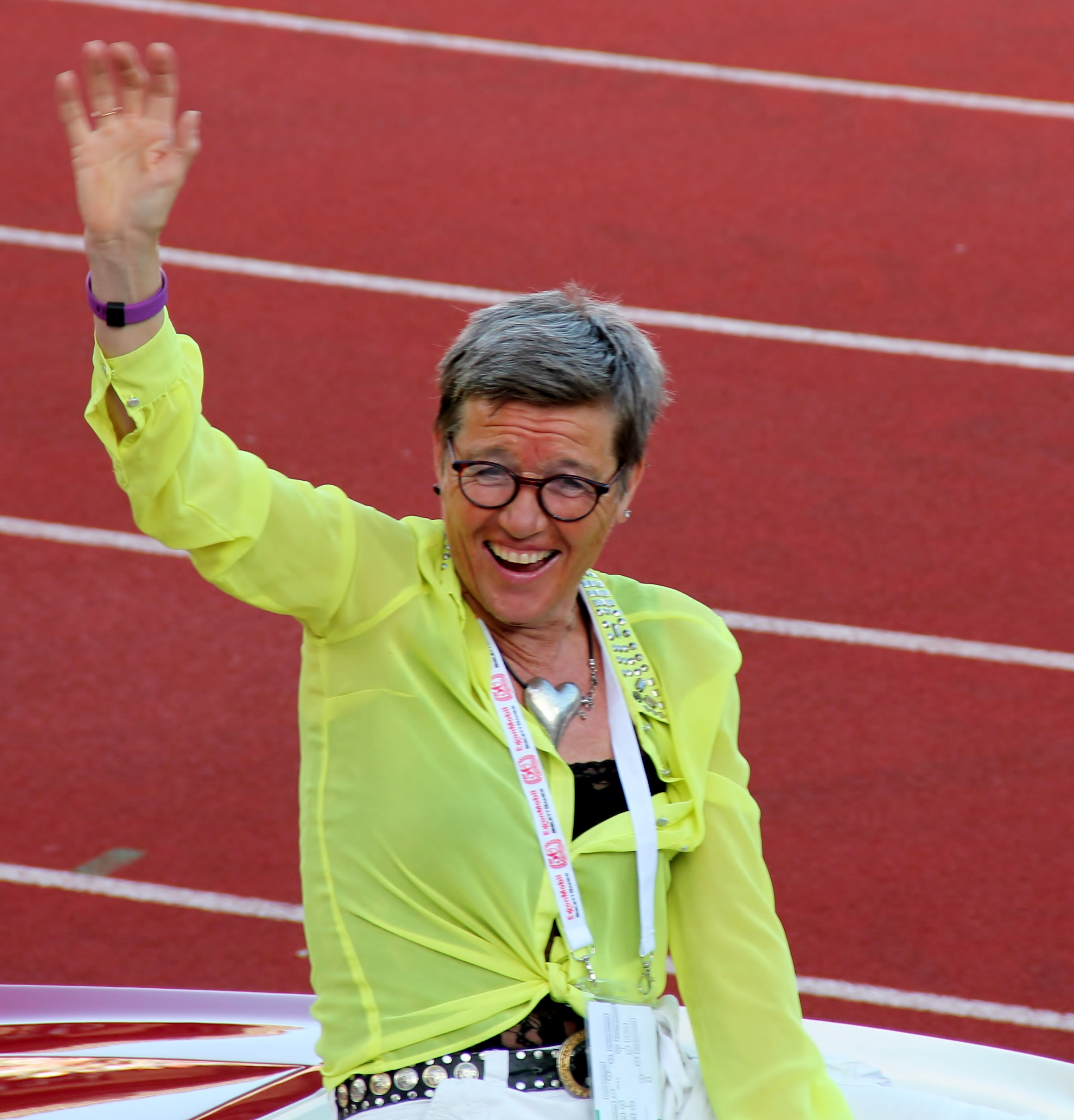
Ingrid Kristiansen, championne du monde en 1987.

### Palmarès
| Édition | Or                                | Argent                                  | Bronze                            |
| ------- | --------------------------------- | --------------------------------------- | --------------------------------- |
| 1983    | Alberto Cova 28 min 1 s 14        | Werner Schildhauer 28 min 1 s 18        | Hansjörg Kunze 28 min 1 s 26      |
| 1987    | Paul Kipkoech 27 min 38 s 63      | Francesco Panetta 27 min 48 s 98        | Hansjörg Kunze 27 min 50 s 37     |
| 1991    | Moses Tanui 27 min 38 s 74        | Richard Chelimo 27 min 39 s 41          | Khalid Skah 27 min 41 s 74        |
| 1993    | Haile Gebrselassie 27 min 46 s 02 | Moses Tanui 27 min 46 s 54              | Richard Chelimo 28 min 6 s 02     |
| 1995    | Haile Gebrselassie 27 min 12 s 95 | Khalid Skah 27 min 14 s 53              | Paul Tergat 27 min 14 s 70        |
| 1997    | Haile Gebrselassie 27 min 24 s 58 | Paul Tergat 27 min 25 s 62              | Salah Hissou 27 min 28 s 67       |
| 1999    | Haile Gebrselassie 27 min 57 s 27 | Paul Tergat 27 min 58 s 56              | Assefa Mezgebu 27 min 59 s 15     |
| 2001    | Charles Kamathi 27 min 53 s 25    | Assefa Mezgebu 27 min 53 s 97           | Haile Gebrselassie 27 min 54 s 41 |
| 2003    | Kenenisa Bekele 26 min 49 s 57    | Haile Gebrselassie 26 min 50 s 77       | Sileshi Sihine 27 min 1 s 44      |
| 2005    | Kenenisa Bekele 27 min 8 s 33     | Sileshi Sihine 27 min 8 s 87            | Moses Mosop 27 min 8 s 96         |
| 2007    | Kenenisa Bekele 27 min 5 s 90     | Sileshi Sihine 27 min 9 s 03            | Martin Mathathi 27 min 12 s 17    |
| 2009    | Kenenisa Bekele 26 min 46 s 31    | Zersenay Tadese 26 min 50 s 12          | Moses Ndiema Masai 26 min 57 s 39 |
| 2011    | Ibrahim Jeilan 27 min 13 s 81     | Mohamed Farah 27 min 14 s 07            | Imane Merga 27 min 19 s 14        |
| 2013    | Mohamed Farah 27 min 21 s 71      | Ibrahim Jeilan 27 min 22 s 23           | Paul Tanui 27 min 22 s 61         |
| 2015    | Mohamed Farah 27 min 1 s 13       | Geoffrey Kipsang Kamworor 27 min 1 s 76 | Paul Tanui 27 min 2 s 83          |
| 2017    | Mohamed Farah 26 min 49 s 51      | Joshua Cheptegei 26 min 49 s 94         | Paul Tanui 26 min 50 s 60         |
| 2019    | Joshua Cheptegei 26 min 48 s 36   | Yomif Kejelcha 26 min 49 s 34           | Rhonex Kipruto 26 min 50 s 32     |
| 2022    | Joshua Cheptegei 27 min 27 s 43   | Stanley Waithaka Mburu 27 min 27 s 90   | Jacob Kiplimo 27 min 27 s 97      |
| 2023    | Joshua Cheptegei 27 min 51 s 42   | Daniel Ebenyo 27 min 52 s 60            | Selemon Barega 27 min 52 s 72     |

### Multiples médaillés
| Rang | Athlète            | Pays               | Période   | Or | Argent | Bronze | Total |
| ---- | ------------------ | ------------------ | --------- | -- | ------ | ------ | ----- |
| 1    | Haile Gebrselassie | Éthiopie           | 1993–2003 | 4  | 1      | 1      | 6     |
| 2    | Kenenisa Bekele    | Éthiopie           | 2003–2009 | 4  | 0      | 0      | 4     |
| 3    | Mohamed Farah      | Royaume-Uni        | 2011–2017 | 3  | 1      | 0      | 4     |
| 3=   | Joshua Cheptegei   | Ouganda            | 2017–2023 | 3  | 1      | 0      | 4     |
| 5=   | Ibrahim Jeilan     | Éthiopie           | 2011–2013 | 1  | 1      | 0      | 2     |
| 5=   | Moses Tanui        | Kenya              | 1991–1993 | 1  | 1      | 0      | 2     |
| 7=   | Paul Kipkoech      | Kenya              | 1987      | 1  | 0      | 0      | 1     |
| 8=   | Paul Tergat        | Kenya              | 1995–1999 | 0  | 2      | 1      | 3     |
| 8=   | Sileshi Sihine     | Éthiopie           | 2003–2007 | 0  | 2      | 1      | 3     |
| 10   | Paul Tanui         | Kenya              | 2013–2017 | 0  | 0      | 3      | 3     |
| 11=  | Richard Chelimo    | Kenya              | 1991–1993 | 0  | 1      | 1      | 2     |
| 11=  | Khalid Skah        | Maroc              | 1991–1995 | 0  | 1      | 1      | 2     |
| 11=  | Assefa Mezgebu     | Éthiopie           | 1999–2001 | 0  | 1      | 1      | 2     |
| 14   | Hansjörg Kunze     | Allemagne de l'Est | 1983–1987 | 0  | 0      | 2      | 2     |

### Records des championnats
| Temps          | Athlète            | Lieu     | Date         |
| -------------- | ------------------ | -------- | ------------ |
| 27 min 45 s 54 | Fernando Mamede    | Helsinki | 7 août 1983  |
| 27 min 38 s 63 | Paul Kipkoech      | Rome     | 29 août 1987 |
| 27 min 29 s 07 | Josephat Machuka   | Göteborg | 5 août 1995  |
| 27 min 12 s 95 | Haile Gebrselassie | Göteborg | 8 août 1995  |
| 26 min 49 s 57 | Kenenisa Bekele    | Paris    | 24 août 2003 |
| 26 min 46 s 31 | Kenenisa Bekele    | Berlin   | 17 août 2009 |

## Femmes

### Historique

#### Depuis 2017

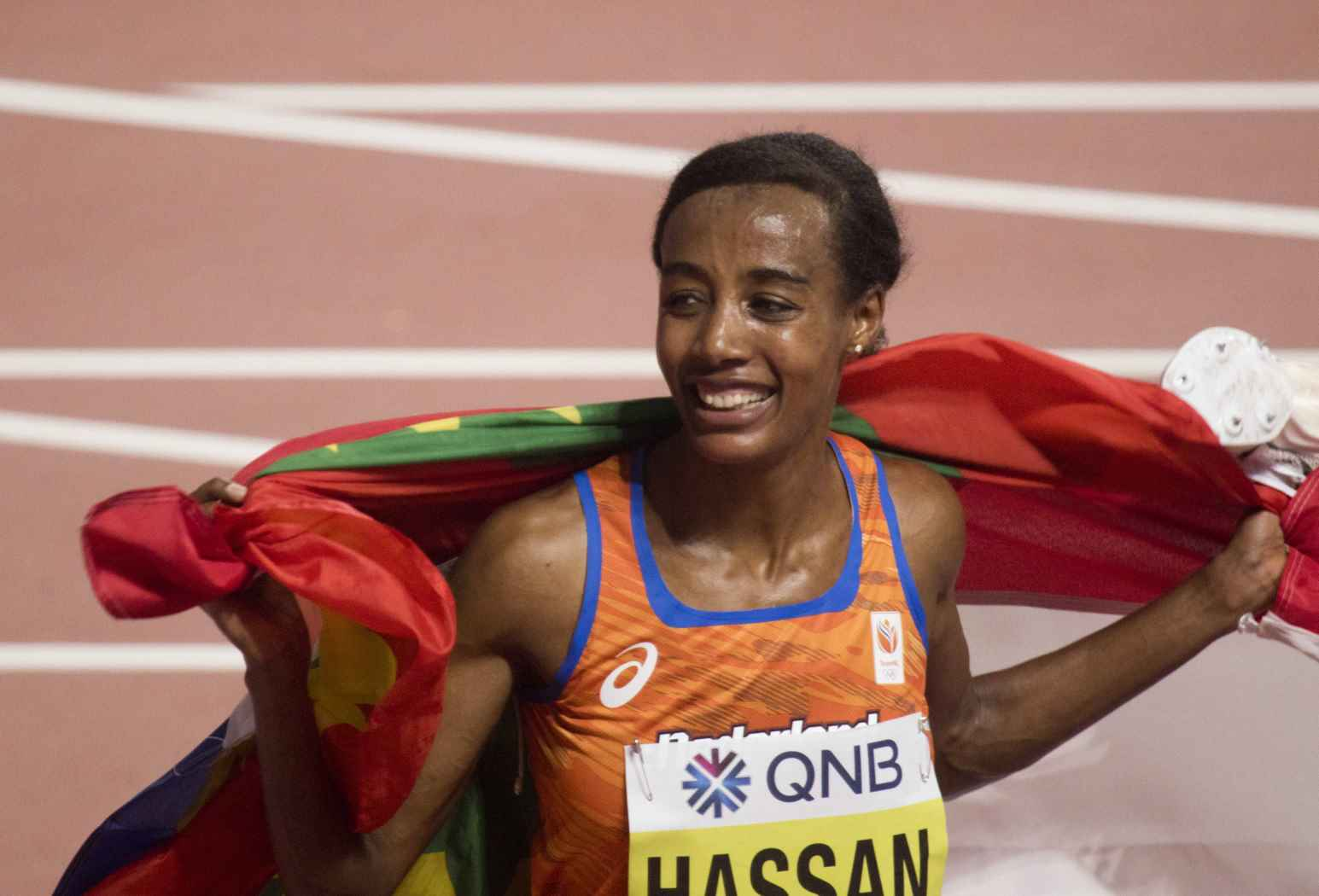
Sifan Hassan après sa victoire à Doha en 2019.

Championne olympique en 2016 et détentrice du record du monde, l'Éthiopienne Almaz Ayana confirme sa domination sur la distance en remportant le titre des championnats du monde 2017, à Londres. Seule en tête après la mi-course, elle creuse progressivement l'écart, prenant même un tour d'avance à plusieurs concurrentes. Elle s'impose dans le temps de 30 min 16 s 32, à un peu moins d'une minute de son record du monde, établissant au passage la meilleure performance de la saison et devançant par une énorme marge de 46 secondes Tirunesh Dibaba, deuxième en 31 min 2 s 69 et la Kényane Agnes Tirop, troisième en 31 min 3 s 50 (record personnel).
Aux championnats du monde 2019 de Doha, la Néerlandaise Sifan Hassan remporte le titre du 10 000 m quelques jours avant de réaliser un doublé inédit sur 1 500 m. Sur la plus longue des distances, elle l'emporte en 30 min 17 s 62, améliorant son record de plus d'une minute, et devance de plus de trois secondes l’Éthiopienne Letesenbet Gidey, médaillée d'argent en 30 min 21 s 23, et de plus de six secondes Agnes Tirop, médaillée de bronze une nouvelle fois dans le temps de 30 min 25,2 s. Parmi les huit premières de la course, sept athlètes améliorent leur record personnel. Il s'agit du premier titre d'une athlète européenne dans cette épreuve depuis Fernanda Ribeiro en 1995.
Médaillée d'argent à Doha, Letesenbet Gidey s'impose lors des championnats du monde 2022 à Eugene — son premier titre international majeur — en établissant la meilleure performance mondiale de l'année en 30 min 9 s 94, après avoir résisté dans la dernière ligne droite au retour de ses concurrentes, parmi lesquelles la tenante du titre Sifan Hassan. Elle devance sur le podium les Kényanes Hellen Obiri (30 min 10 s 02) et Margaret Chelimo Kipkemboi (30 min 10 s 07) qui battent toutes les deux leur record personnel, Sifan Hassan terminant 4e en 30 min 10 s 56.

### Palmarès
| Édition | Or                               | Argent                           | Bronze                                    |
| ------- | -------------------------------- | -------------------------------- | ----------------------------------------- |
| 1987    | Ingrid Kristiansen 31 min 5 s 85 | Olena Zhupiyeva 31 min 9 s 40    | Kathrin Ullrich 31 min 11 s 34            |
| 1991    | Liz McColgan 31 min 14 s 31      | Zhong Huandi 31 min 35 s 08      | Wang Xiuting 31 min 35 s 99               |
| 1993    | Wang Junxia 30 min 49 s 30       | Zhong Huandi 31 min 12 s 55      | Sally Barsosio 31 min 15 s 38             |
| 1995    | Fernanda Ribeiro 31 min 4 s 99   | Derartu Tulu 31 min 8 s 10       | Tegla Loroupe 31 min 17 s 66              |
| 1997    | Sally Barsosio 31 min 32 s 92    | Fernanda Ribeiro 31 min 39 s 15  | Masako Chiba 31 min 41 s 93               |
| 1999    | Gete Wami 30 min 24 s 56         | Paula Radcliffe 30 min 27 s 13   | Tegla Loroupe 30 min 32 s 03              |
| 2001    | Derartu Tulu 31 min 48 s 81      | Berhane Adere 31 min 48 s 85     | Gete Wami 31 min 49 s 98                  |
| 2003    | Berhane Adere 30 min 4 s 18      | Werknesh Kidane 30 min 7 s 15    | Sun Yingjie 30 min 7 s 20                 |
| 2005    | Tirunesh Dibaba 30 min 24 s 02   | Berhane Adere 30 min 25 s 41     | Ejegayehu Dibaba 30 min 26 s 00           |
| 2007    | Tirunesh Dibaba 31 min 55 s 41   | Elvan Abeylegesse 31 min 59 s 40 | Kara Goucher 32 min 2 s 05                |
| 2009    | Linet Masai 30 min 51 s 24       | Meselech Melkamu 30 min 51 s 34  | Wude Ayalew 30 min 51 s 95                |
| 2011    | Vivian Cheruiyot 30 min 48 s 98  | Sally Kipyego 30 min 50 s 04     | Linet Masai 30 min 53 s 59                |
| 2013    | Tirunesh Dibaba 30 min 43 s 35   | Gladys Cherono 30 min 45 s 17    | Belaynesh Oljira 30 min 46 s 98           |
| 2015    | Vivian Cheruiyot 31 min 41 s 31  | Gelete Burka 31 min 41 s 77      | Emily Infeld 31 min 43 s 49               |
| 2017    | Almaz Ayana 30 min 16 s 33       | Tirunesh Dibaba 31 min 2 s 69    | Agnes Tirop 31 min 3 s 50                 |
| 2019    | Sifan Hassan 30 min 17 s 62      | Letesenbet Gidey 30 min 21 s 23  | Agnes Tirop 30 min 25 s 20                |
| 2022    | Letesenbet Gidey 30 min 9 s 94   | Hellen Obiri 30 min 10 s 02      | Margaret Chelimo Kipkemboi 30 min 10 s 07 |

### Multiples médaillées
| Rang | Athlète          | Pays     | Période   | Or | Argent | Bronze | Total |
| ---- | ---------------- | -------- | --------- | -- | ------ | ------ | ----- |
| 1    | Tirunesh Dibaba  | Éthiopie | 2005–2017 | 3  | 1      | 0      | 4     |
| 2    | Vivian Cheruiyot | Kenya    | 2011–2015 | 2  | 0      | 0      | 2     |
| 3    | Berhane Adere    | Éthiopie | 2001–2005 | 1  | 2      | 0      | 3     |
| 4=   | Fernanda Ribeiro | Portugal | 1995–1997 | 1  | 1      | 0      | 2     |
| 4=   | Derartu Tulu     | Éthiopie | 1995–2001 | 1  | 1      | 0      | 2     |
| 4=   | Linet Masai      | Kenya    | 2009–2011 | 1  | 1      | 0      | 2     |
| 4=   | Letesenbet Gidey | Éthiopie | 2019–2022 | 1  | 1      | 0      | 2     |
| 8=   | Sally Barsosio   | Kenya    | 1993–1997 | 1  | 0      | 1      | 2     |
| 8=   | Gete Wami        | Éthiopie | 1999–2001 | 1  | 0      | 1      | 2     |
| 10   | Zhong Huandi     | Chine    | 1991–1993 | 0  | 2      | 0      | 2     |
| 11   | Tegla Loroupe    | Kenya    | 1995–1999 | 0  | 0      | 2      | 2     |
| 11   | Agnes Tirop      | Kenya    | 2017-2019 | 0  | 0      | 2      | 2     |

### Records des championnats
| Temps          | Athlète            | Lieu      | Date             |
| -------------- | ------------------ | --------- | ---------------- |
| 33 min 7 s 92  | Kathrin Ullrich    | Rome      | 31 août 1987     |
| 31 min 5 s 85  | Ingrid Kristiansen | Helsinki  | 4 septembre 1987 |
| 30 min 49 s 3  | Wang Junxia        | Stuttgart | 21 août 1993     |
| 30 min 24 s 56 | Gete Wami          | Séville   | 26 août 1999     |
| 30 min 4 s 18  | Berhane Adere      | Paris     | 23 août 2003     |